# Форнуш (Фрейшу-де-Ешпада-а-Сінта)
Форнуш (порт. Fornos; МФА: [ˈfoɾ.nuʃ]) — парафія в Португалії, у муніципалітеті Фрейшу-де-Ешпада-а-Сінта. Розташована в північно-східній частині країни, на теренах історичної португальської провінції Трансмонтана. Входить до складу округу Браганса. За адміністративним поділом, чинним до 1976 року, терени парафії були складовою провінції Трансмонтана і Верхнє Дору. Належить до Брагансько-Мірандської діоцезії Католицької церкви. Патрон — свята Евлалія. Площа — 28,6747 км². Населення — 206 ос. (2011). Слабо урбанізований регіон. Густота населення — 7,18 осіб/км²
. Код — 040401.

## Населення
| Кількість мешканців | Кількість мешканців | Кількість мешканців | Кількість мешканців | Кількість мешканців | Кількість мешканців | Кількість мешканців | Кількість мешканців | Кількість мешканців | Кількість мешканців | Кількість мешканців | Кількість мешканців | Кількість мешканців | Кількість мешканців | Кількість мешканців |
| ------------------- | ------------------- | ------------------- | ------------------- | ------------------- | ------------------- | ------------------- | ------------------- | ------------------- | ------------------- | ------------------- | ------------------- | ------------------- | ------------------- | ------------------- |
| 1864                | 1878                | 1890                | 1900                | 1911                | 1920                | 1930                | 1940                | 1950                | 1960                | 1970                | 1981                | 1991                | 2001                | 2011                |
| 566                 | 569                 | 644                 | 712                 | 773                 | 690                 | 729                 | 732                 | 875                 | 722                 | 605                 | 554                 | 418                 | 323                 | 206                 |